# محسن حاجی‌میرزایی
محسن حاجی‌میرزایی (زادهٔ ۱۳۳۸ در قم) سیاستمدار ایرانی است که از سال ۱۴۰۳ در دولت چهاردهم به‌عنوان رئیس دفتر رئیس‌جمهور ایران و از ۲۲ مرداد ۱۴۰۳ رئیس هیئت نظارت بر مسافرت‌های خارجی فعالیت می‌کند. او پیشتر و در دولت دوازدهم از سال ۱۳۹۸ تا ۱۴۰۰ سمت وزیر آموزش و پرورش را برعهده داشت. او همچنین در دولت‌های یازدهم و دوازدهم از سال ۱۳۹۲ تا ۱۳۹۸ به‌عنوان دبیر هیئت دولت ایران فعالیت می‌کرد.

## زندگی
او دانش‌آموختهٔ کارشناسی در رشته علوم اجتماعی از دانشگاه تهران و کارشناسی ارشد مدیریت از مرکز مدیریت دولتی و دکترای جامعه‌شناسی از دانشگاه آزاد اسلامی واحد تهران شمال است.
او در سمت‌های رئیس مرکز ملی بهره‌وری ایران، مشاور و مدیر کل دفتر امور مدیران ارشد دفتر رئیس‌جمهور، معاون بررسی‌های دفتر هیئت دولت نهاد ریاست جمهوری، مشاور وزیر آموزش و پرورش، قائم مقام، معاون آموزش و معاون اداری و مالی سازمان نهضت سواد آموزی مدیر استان‌های آذربایجان شرقی و تهران سازمان نهضت سواد‌آموزی فعالیت کرده‌است.